# زاوية (ميانة)
زاوية هي قرية في مقاطعة ميانة، إيران. عدد سكان هذه القرية هو 233 في سنة 2006.